# 新海里
25°01′35″N 121°27′29″E / 25.0264624°N 121.4581159°E
新海里為台灣新北市板橋區轄下之一里，面積約1.1483平方公里。昔時江子翠地區，該里於1994年由德翠里分出。